# Еныки
Еныки — деревня в Котельничском районе Кировской области в составе Ежихинского сельского поселения.

## География
Располагается на расстоянии примерно 56 км по прямой на запад-юго-запад от райцентра города Котельнич.

## История
Известна с 1891 года как починок Девятериковский или Еныки, в 1905 дворов 6 и жителей 41, в 1926 (деревня Еныки или Девятериковский) 8 и 48, в 1950 24 и 59, в 1989 году проживало 28 человек .

## Население
Постоянное население  составляло 17 человек (русские 100%) в 2002 году, 11 в 2010.